# Казабона
Казабона (італ. Casabona, сиц. Casivona) — муніципалітет в Італії, у регіоні Калабрія,  провінція Кротоне.
Казабона розташована на відстані близько 480 км на південний схід від Рима, 50 км на північний схід від Катандзаро, 24 км на північний захід від Кротоне.
Населення — 2746 осіб (2014).
Щорічний фестиваль відбувається 6 грудня. Покровитель — святий Миколай.

## Демографія
Населення за роками:

Станом на 1 січня 2023 року в муніципалітеті офіційно проживало 108 іноземців з 15 країн, серед них 72 громадяни країн Євросоюзу та 5 громадян України.

## Сусідні муніципалітети
- Бельведере-ді-Спінелло
- Кастельсілано
- Мелісса
- Паллагоріо
- Рокка-ді-Нето
- Сан-Нікола-делл'Альто
- Стронголі
- Верцино